# Tomasz Wójtowicz
Tomasz Grzegorz Wójtowicz (Lublin, Polonia, 22 de septiembre de 1953-24 de octubre de 2022) fue un jugador profesional de voleibol polaco.

## Trayectoria

### Clubes
Comenzó a jugar en AZS Lublin, el club de su ciudad natal con 16 años. En 1972 fichó por seis temporadas por el ASPS Avia Świdnik. A partir de 1978 y hasta 1983 jugó por el Legia de Varsovia con el que logró el campeonato polaco en la última temporada disputada con el club de la capital.
En 1983 se marchó al Pallavolo Virtus Sassuolo y al año siguiente fichó por el Pallavolo Parma, donde consiguió su máximo éxito a nivel de clubes al ganar la Liga de Campeones en la temporada 1984/1985. Acabó su carrera en la Segunda División de Italia en el Pallavolo Ferrara y en el PV Città di Castello.

### Selección
Internacional con la selección polaca desde 1973 hasta 1984, fue uno de los voleibolistas con más títulos de su país. En 1974 se coronó campeón del mundo en el torneo disputado en México tras ganar la liguilla final y en 1976 se llevó el oro olímpico tras derrotar por 3-2 a la todopoderosa Unión Soviética en los Juegos Olímpicos de Montreal. En los campeonatos europeos llegó por cuatro veces seguidas hasta la final pero no consiguió ganar la copa siendo siempre derrotado por la Unión Soviética. Por los resultados conseguidos a lo largo de su carrera deportiva, en 2002 fue incluido en la Volleyball Hall of Fame.

## Palmarés

### Equipo
- Campeonato de Polonia (1): 1982/1983
- Champions League (1): 1984/1985

### Individual
- Jugador Más Valioso del FIVB World Cup 1977
- Mejor Bloqueador del FIVB World Cup 1977
- Cruz del Comandante Polonia Restituta en 2021[5]